# Aristida tenuifolia
Aristida tenuifolia är en gräsart som beskrevs av Albert Spear Hitchcock. Aristida tenuifolia ingår i släktet Aristida och familjen gräs. Inga underarter finns listade i Catalogue of Life.